# Fabeldieren en Waar Ze Te Vinden
Fabeldieren en Waar Ze Te Vinden (Engels: Fantastic Beasts and Where to Find Them) is zowel een fictief boek beschreven in de Harry Potterboeken van de Britse schrijfster J.K. Rowling, als een echt boek van diezelfde auteur.

## Het fictieve boek
In de fictieve wereld van Harry Potter is Fabeldieren en Waar Ze Te Vinden geschreven door Newt Scamander, die in de Nederlandse vertaling van de Harry Potterboeken Spiritus Zalamander genoemd wordt, een beroemde magie-zoöloog. In die wereld beleeft het boek momenteel zijn 52e druk en wordt het nog steeds veel verkocht.
Het boek beschrijft de geschiedenis van magie-zoölogie (de zoölogie van magische dieren) en geeft gegevens over magische dieren van de hele wereld.
Het boek is een verplicht studieboek op Zweinstein; studenten moeten het voor hun eerste jaar aanschaffen. Het is niet geheel duidelijk waarom studenten het in hun eerste jaar nodig hebben, want het vak Verzorging van Fabeldieren wordt pas in het derde jaar gegeven. Misschien wordt het boek gebruikt als naslagwerk voor zwarte magische dieren die worden bestudeerd in de lessen Verweer tegen de Zwarte Kunsten.

## Het echte boek
Het echte boek (Engelstalig) is uitgekomen in 2001 en is geschreven door J.K. Rowling, alhoewel het lijkt alsof het is geschreven door Newt Scamander. De opbrengsten van het boek gaan naar de Britse liefdadigheidsinstelling Comic Relief. Het boek heeft tevens vele (aan)tekeningen die zogenaamd afkomstig zijn van Harry en zijn vrienden Ron en Hermelien. Sommige wezens uit de Harry Potterreeks als Boemannen, Dementors, Necroten, Feeksen, Reuzen en Glamorgana's staan er niet in omdat dat wezens in plaats van dieren zijn.
In 2017 is een nieuwe versie van het boek uitgekomen met 6 nieuwe dieren.
Het boek is in het Nederlands uitgegeven door uitgeverij De Harmonie.

## Verfilmingen
Op 12 september 2013 maakte Joanne Rowling bekend dat ze een spin-off-filmreeks ging maken gebaseerd op de wereld van Harry Potter. De hoofdpersoon zou Newt Scamander zijn, de auteur van het boek. Dit personage zou worden vertolkt door Eddie Redmayne in een film genaamd Fantastic Beasts and Where to Find Them. Op 29 maart 2014 werd door Kevin Tsujihara, CEO van Warner Brothers, bekendgemaakt dat de filmreeks uit drie delen zou bestaan. Op 13 oktober 2016 maakte J.K. Rowling bekend dat de filmreeks uit vijf delen zal bestaan.
De eerste film kwam uit op 16 november 2016 in Nederland.